# Соколова, Мария Алексеевна
Мария Алексеевна Соколова (1887 — 1959) — советский хозяйственный, государственный и политический деятель.

## Биография
Родилась в семье диакона Вознесенской церкви города Коломны Алексия Степановича Соколова. Первая жена известного советского писателя Бориса Пильняка в 1917—1924 гг.
С 1909 года — на хозяйственной, общественной и политической работе. В 1909—1959 гг. — земский врач, врач-терапевт Коломенской городской больницы, студентка медицинского факультета Московского университета, детский врач, организатор оздоровительных лагерей, детских площадок и пионерских лагерей, заведующая Серпуховской детской поликлиникой.
Избиралась депутатом Верховного Совета СССР 2-го, 3-го и 4-го созывов.
Умерла в 1959 году в Серпухове.